# Belški potok
Belški potok este o arie protejată (arie specială de conservare — SAC, sit de importanță comunitară — SCI) din Slovenia întinsă pe o suprafață de 10,99 ha, integral pe uscat.

## Localizare
Centrul sitului Belški potok este situat la coordonatele 46°35′15″N 14°51′50″E / 46.5876°N 14.864°E.

## Înființare
Situl Belški potok a fost declarat sit de importanță comunitară în aprilie 2004 pentru a proteja 2 specii de animale. Situl a fost protejat și ca arie specială de conservare în februarie 2012.

## Biodiversitate
Situată în ecoregiunea alpină, aria protejată nu include niciun habitat protejat.
La baza desemnării sitului se află mai multe specii protejate de  nevertebrate (2): fluturele-tigru (Callimorpha quadripunctaria), fluturele flitirar (Euphydryas maturna).